# Flip Buys
Philippus Jacobus Wilhelmus (Flip) Buys (né le 1er mars 1963 à Delareyville, province du Transvaal en Afrique du Sud) est un syndicaliste afrikaner, secrétaire général du syndicat sud-africain des mineurs de 1997 à 2002 dont il mène la refondation qui aboutit en 2002 à la constitution du syndicat Solidariteit qu'il dirige jusqu'en 2014. Il est le président du mouvement de Solidarité, un réseau activiste afrikaner regroupant plusieurs entités de langue et de culture afrikaans.

## Biographie

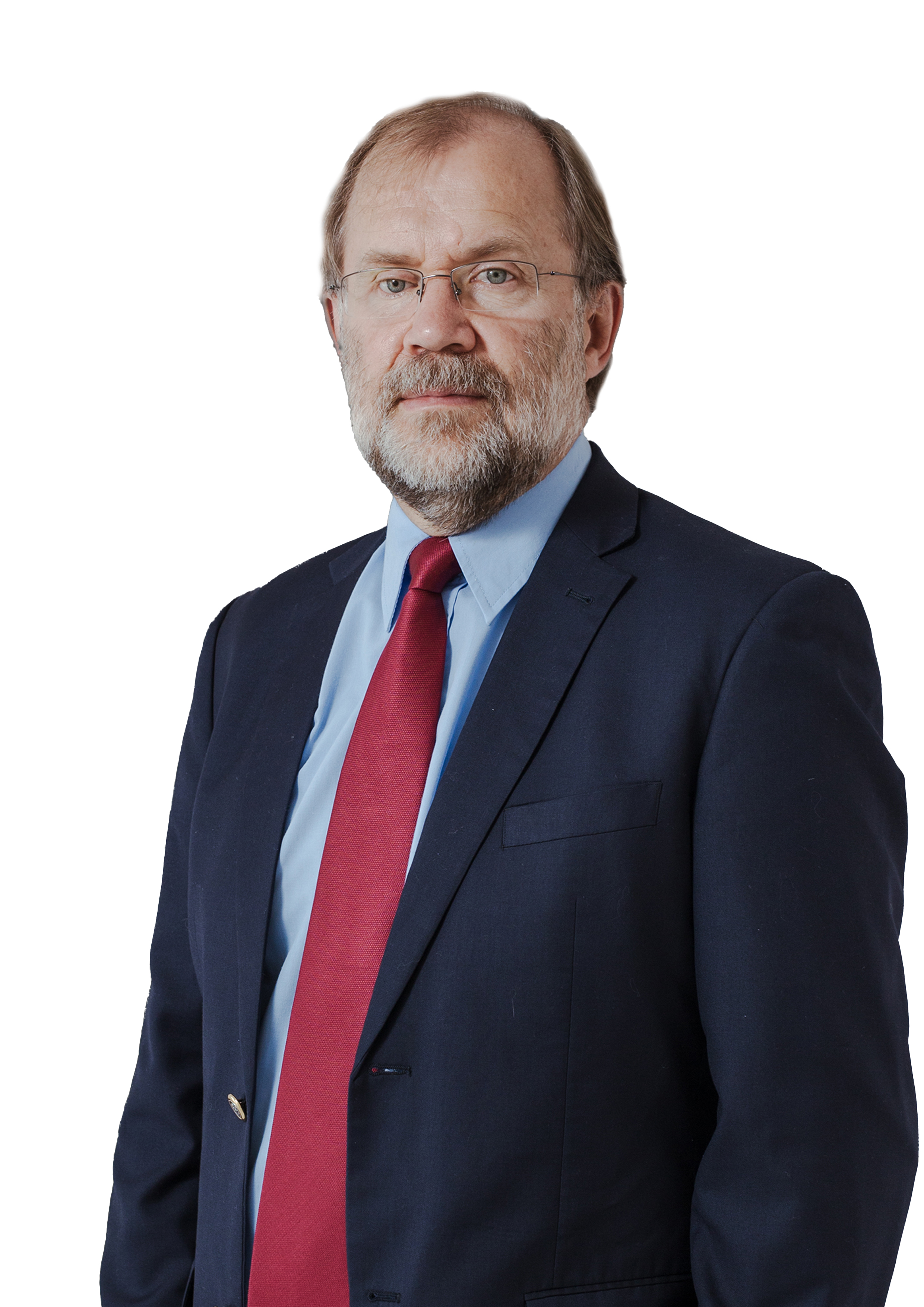
Flip Buys

Issu d'un milieu agricole afrikaner de l'Ouest-Transvaal et d'une famille dont le grand-père a survécu aux camps de concentration britanniques de la seconde guerre des Boers, Flip Buys grandit près du lieu de la bataille de Tweebosch et suit sa scolarité secondaire au lycée de Sanniehof. Il obtient en 1988 un diplôme de premier cycle en sciences politiques et communications à l'université de Potchefstroom avant d'obtenir, en 1992, un diplôme spécialisé en relations sociales de l'université de Johannesburg. Durant ces années, membre du conseil des représentants étudiants, il est aussi membre et président de la section locale du parti conservateur ainsi que rédacteur en chef du magazine Perspektief. 
En 1989, il est employé dans les relations sociales au service d'Eskom, la compagnie nationale de production et de distribution d’électricité. L'année suivante, il rejoint le syndicat sud-africain des mineurs (MWU) où il devient responsable des relations de travail, du marketing, de la formation et des communications. 
En 1995, il rejoint le front de la liberté où il exerce des fonctions officielles. 
En juillet 1997, il devient secrétaire général du MWU, le premier col blanc et le premier qui n'ait jamais été mineur. Son objectif est alors de restructurer le syndicat, le dépoussiérer et de changer son image lié à son soutien à l'apartheid.
Le modèle que Buys a en tête est l'Histadrout israélien. Le MWU doit opérer un changement de paradigme dans sa philosophie du travail, repenser sa stratégie, se moderniser, se repositionner, bref se réinventer pour s'adapter aux réalités de l'Afrique du Sud post-aparheid. En cinq ans, il parvient à restructurer toute l’organisation syndicale, avec l'aide de jeunes diplômés de l'enseignement supérieur, à accroitre le nombre d'adhérents et à donner une orientation calquée sur le modèle des syndicats chrétiens sociaux d'Allemagne et du nord de l'Europe. En 2002, il mène à bien la fusion de la MWU avec quatre autres petits syndicats (South African Workers Union, Transport Union, Denel Union,  Forestry and Plantation Management Union) ce qui permet la fondation d'une nouvelle entité syndicale indépendante, MWU-Solidarité rassemblant 93 000 membres, qui devient, en septembre 2002, Solidariteit (traduction en afrikaans du mouvement syndical polonais Solidarność).
Dans le cadre de la constitution du réseau lié au Mouvement Solidarité, et pour que le syndicat se concentre sur les questions syndicales, il participe à la création d'AfriForum, une organisation de droit civique chargée de la défense de la culture afrikaans et des Afrikaners, par le biais de lobbying et d'actions de groupe.
En 2014, il laisse la direction générale du syndicat Solidariteit à Dirk Hermann.

## Livres
Il est le co-auteur du livre Vat jou goed en bou! Twintig jaar van Solidariteit (2017), publié chez kraal Uitgewers.

## Autres activités
Depuis 2015, Flip Buys est membre du conseil d'administration de l'Université du Nord-Ouest. Membre de l'académie sud-africaine des sciences et des arts, il est aussi, entre autres, administrateur du Dagbreek Trust (une fiducie visant à promouvoir la langue et la culture afrikaans), administrateur de la Fédération des organisations culturelles afrikaans (FAK), du Solidarity Helping Hand et de la radio Pretoria FM. Il est par ailleurs membre de plusieurs autres institutions ou entreprises comme l'Heritage Foundation sud-africaine (située à Pretoria, elle gère notamment le Voortrekker Monument) ou la Rand Mutual Insurance  Compagny.

## Vie privée
Membre de l'église réformée hollandaise, Flip Buys est marié et a quatre enfants. Il a perdu un œil dans un accident alors qu'il était âgé de cinq ans .

## Sources